# DC Entertainment
DC Entertainment — американская развлекательная компания, основанная в сентябре 2009 года, базируется в Бербанке, штат Калифорния. Компания является дочерней компанией Warner Bros. Discovery, которая управляет своими подразделениями DC Comics и персонажами в других подразделениях, поскольку они работают с другими подразделениями Warner Bros. Она также находится в этих подразделениях в их флагманской вселенной DC. DC Comics была основана в 1934 году, когда она была National Comic Publications.
В апреле 2022 года, после слияния материнской компании WarnerMedia с Discovery, Inc., DC Entertainment, как сообщается, была реорганизована в собственное вертикальное подразделение, а не управляется другими дочерними компаниями Warner Bros. от её имени.

## История

### Формирование
9 сентября 2009 года Warner Bros. объявила, что DC Comics станет дочерней компанией DC Entertainment, Inc., а Дайан Нельсон, президент Warner Premiere, станет президентом недавно созданной холдинговой компании, а президент и издатель DC Comics Пол Левиц перейдёт на должность редактора и общего консультанта. С тех пор Warner Bros. и DC Comics принадлежат одной и той же компании.
18 февраля 2010 года DC Entertainment назначили Джима Ли и Дэна ДиДио соиздателями DC Comics, Джеффа Джонса — главным креативным директором, Джона Руда - исполнительным вице-президентом по продажам, маркетингу и развитию бизнеса, а Патрика Калдона - исполнительным вице-президентом по финансам и администрированию.

### Расширение
В октябре 2013 года DC Entertainment объявила, что офисы DC Comics собираются переехать в 2015 году из Нью-Йорка в штаб-квартиру Warner Bros. в Бербанке, штат Калифорния. Другие подразделения, анимация, кино, телевидение и планирование портфолио, предшествовавшие DC Comics, переехали туда в 2010 году.
DC Entertainment анонсировала свою первую франшизу, вселенную DC Super Hero Girls, в апреле 2015 года с мультиплатформенным контентом, игрушками и одеждой, которые начнут появляться в 2016 году.
Компания Warner Bros. Pictures была реорганизована в мае 2016 года, чтобы иметь ответственных за жанр киноменеджеров, таким образом, фильмы франшизы DC Entertainment под руководством Warner Bros. были помещены под недавно созданное подразделение DC Films, созданное под руководством исполнительного вице-президента Warner Bros. Джона Берга и главного директора по контенту DC Джеффа Джонса. Это было сделано в том же ключе, что и Marvel Studios, в объединении кинопроизводства, связанного с DC, под единым видением и разъяснением процесса получения зелёного света. Джонс также сохранил свою существующую роль в DC Comics. Джонс был назначен президентом и главным креативным директором DC и с добавлением его фильмов DC, всё ещё отчитываясь перед президентом DCE Нельсоном. В августе 2016 года Амит Десай был назначен старшим вице-президентом по маркетингу и глобальному управлению франшизой, позднее — исполнительным вице-президентом по бизнесу и маркетинговой стратегии, прямого использования и глобальному управлению франшизой.

### Цифровая дистрибуция
DC Comics доступны в цифровой форме через несколько источников. Бесплатные услуги: в 2015 году Hoopla Digital стала первой библиотечной цифровой системой для распространения DC Comics.
В апреле 2017 года DC объявила о предстоящем потоковом сервисе с Warner Bros. Digital Networks, в котором должны были быть представлены оригинальные сериалы и мультсериалы, основанные на персонажах и франшизах DC, таких как «Титаны» и Young Justice: Outsiders. Сервис, позже объявленный как DC Universe, был запущен в сентябре 2018 года, а также будет иметь доступ к классическим телесериалам DC и цифровым комиксам.
С разочарованием по поводу того, что DC Films не соответствует результатам Marvel Studios, и Берг решил вернуться к роли продюсера в январе 2018 года, было объявлено, что исполнительный директор Warner Bros. Уолтер Хамада был назначен президентом кинопроизводства DC. После отпуска, начавшегося в марте 2018 года, Дайан Нельсон ушла в отставку с поста президента DC Entertainment. Исполнительное руководство компании должно было отчитываться перед директором по цифровым технологиям WB Томасу Гевеке до тех пор, пока не будет избран новый президент.

### DC Entertainment, LLC
В июне 2018 года Джонс также был уволен с должности главного креативного директора и президента DC Entertainment для написания и продюсерской сделки с компаниями DC и WB. Джим Ли взял на себя должность главного креативного директора DC Entertainment к своему посту соиздателя DC. В сентябре 2018 года DC стала частью недавно основанной Warner Bros. Global Brands and Experiences, находящейся под надзором Пэм Лиффорд. В январе 2019 года сообщалось, что 7 из 240 сотрудников округа Колумбия были уволены, в том числе несколько вице-президентов.
В августе 2020 года издатель DC Джим Ли объявил, что оригинальные фильмы и сериалы DC Universe перейдут на новый потоковый сервис WarnerMedia HBO Max, при этом большинство сотрудников DC Universe были уволены. В январе 2021 года остальная часть сервиса станет сервисом, ориентированным на комиксы, известным как DC Universe Infinite. Сервис будет включать в себя комиксы DC через шесть месяцев после даты их розничного выпуска (по сравнению с Marvel Unlimited), ранний доступ к цифровым названиям DC Comics, эксклюзивные комиксы, созданные для сервиса, и доступ к 24 000 наименований в бэк-каталоге DC.

#### Дочерняя компания Warner Bros. Discovery
14 апреля 2022 года, после слияния материнской компании WarnerMedia с Discovery, Inc., было сообщено, что компания изучает реструктуризацию DC Entertainment в «укреплённую вертикаль контента», более сродную Marvel, с её разработкой фильмов, телевидения и видеоигр непосредственно под руководством DC с центральным лидером, а не управляемой другими дочерними компаниями Warner Bros. от её имени. В августе 2022 года DC перезапустила свой веб-сайт на DC.com, а также убрала «комиксы» из имён пользователей других своих социальных сетей.
В октябре 2022 года DC Films была заменена DC Studios, которую будут возглавлять сопредседатели Джеймс Ганн и Питер Сафран в рамках четырёхлетнего контракта по надзору за кино-, теле- и анимационной постановкой с участием DC Properties. Они будут подчиняться непосредственно главному исполнительному директору WBD Дэвиду Заславу, а также работать с Майклом Де Лукой из Warner Bros. и Памела Абди из Warner Bros. Pictures, среди прочих.
В мае 2023 года Ли был назначен президентом, издателем и главным креативным директором DC, продолжая отчитываться перед Пэм Лиффорд в качестве президента Global Brands and Experiences.

## Активы

### Открытые
- MAD
- DC Comics
  - DC Black Label
  - DC’s Young Animal
  - WildStorm
  - Sandman Universe
  - Hill House Comics
  - Wonder Comics
  - DC Graphic Novels for Kids
  - DC Graphic Novels for Young Adults
  - DC Universe Infinite

### Закрытые
- DC Universe (стриминговый сервис) - закрыт с каталогом, поглощённым HBO Max; выделен в DC Universe Infinite

## Руководители

### Президенты
- Диана Нельсон (9 сентября 2009 – 6 июня 2018)[34]
- Джефф Джонс (2016–2018)[35]

### Другие
- Джефф Джонс, главный креативный директор, DC Comics (2010–2018)